# UNiFY
UNiFY（ユニファイ）は、2023年にデビューした日本の男性アイドルグループ。

## 概要
元VOYZ BOYのメンバーで構成された10人組ダンスボーカルグループ。
2023年3月31日にVOYZBOY解散後 、リーダー福井の意志に賛同するメンバーにより結成された。
グループ名は公募の上決定した。『UNiFY』には、常識を破壊し自分達らしく理想を追い求めるという意味が込められている。「Unique（唯一）」「New（新しい）」「ideal（理想）」「Fracture（破壊）」「Youthful（若々しい/新しい考え）」の頭文字をつなげ、小文字のiは理想のグループになるための伸びしろがあるということを表している。
グループカラーはオレンジ。ファンネームは『uu（ゆーゆー）』。

## 略歴
2023年
- 5月10日、全員が所属していた事務所を退所。翌日に新グループ立ち上げを発表。
- 5月16日、グループ名の公募を受け付け、「UNiFY」として活動を始めることを発表。
- 6月1日、公式HP、Instagram開設。アーティスト写真を公開した。TwitterアカウントはVOYZBOYより引き継ぐ形となった。
- 6月3日、アリオ橋本にてUNiFY新グループお披露目会を開催。
- 7月2日、公式TikTok開設。
- 7月22日、公式YouTubeチャンネル開設。
- 8月、関東各地のレジャー施設にて「最高の夏を！UNiFY summer tour 2023」を開催。(8月1日−8月31日)
- 8月31日、公式ファンクラブ開設。
- 9月1日、UNiFY初のMV＆表題曲を制作するためにクラウドファンディングを実施[2] 。また、初クラウドファンディング記念として公式YouTubeチャンネルにて「UNiFY全力！24時間TV」を9月8日−9月9日の2日間に渡り24時間配信。配信中にYouTubeチャンネル登録者数2000人を突破した。
- 9月24日、クラウドファンディングの目標金額10,000,000円を達成。
- 12月2日、公式YouTubeチャンネルにて初のMV＆表題曲『Super UNiSON』を公開。

## メンバー
五十音順に記載。
| 名前 （ふりがな）               | 生年月日               | 出身地   | 身長  | 備考                   |
| ------------------------------- | ---------------------- | -------- | ----- | ---------------------- |
| 雨宮大晟（あまみや たいせい）   | 2000年5月11日（25歳）  | 東京都   | 170cm |                        |
| 石沢瑠架（いしざわ るか）       | 1998年9月22日（26歳）  | 滋賀県   | 172cm |                        |
| 石橋弘毅（いしばし ひろき）     | 1999年9月16日（25歳）  | 埼玉県   | 173cm |                        |
| 伊月大和（いつき やまと）       | 1999年12月17日（25歳） | 神奈川県 | 170cm |                        |
| 宝（たから）                    | 2001年1月19日（24歳）  | 東京都   | 172cm | 旧芸名は「新井宝」     |
| 富園力也（とみぞの りきや）     | 1998年9月16日（26歳）  | 兵庫県   | 174cm |                        |
| 中川将平（なかがわ しょうへい） | 1999年5月4日（26歳）   | 茨城県   | 172cm |                        |
| 新美直己（にいみ なおき）       | 1997年9月23日（27歳）  | 東京都   | 180cm |                        |
| 福井巴也（ふくい ともや）       | 1998年1月23日（27歳）  | 京都府   | 180cm | リーダー               |
| RAY（れい）                     | 1998年8月21日（26歳）  | 神奈川県 | 174cm | 旧芸名は「一ノ瀬茉騎」 |

## 出演

### テレビ
- 全力アピール～アダムシアター～（2023年10月16日 - 19日、TBSテレビ）
- 夜な夜なプロジェクト（2024年4月20日- 、BSフジ）

### イベント
- UNiFY　新グループお披露目会 [4] (2023年6月3日、アリオ橋本)
- フィリピンエキスポ2023 in 東京 (2023年6月10日、東京都立上野恩賜公園噴水前広場)
- とちぎ韓流フェスティバル2023 (2023年6月24日、栃木県総合文化センター)
- UNiFYファンミーティングVol.1 (2023年7月8日、浜離宮朝日小ホール)
- UNiFY特別ミニライブ＆特典会inアリオ橋本 (2023年7月22日、アリオ橋本)
- V fes〜EP2〜 (2023年7月29日、KANDA SQUARE HALL)
- UNiFYファンミーティングVol.2 (2023年8月1日、浜離宮朝日小ホール)
- UNiFY LIVE in 東京サマーランド (2023年8月4日、東京サマーランド　屋外プールステージ)
- UNiFY LIVE in 蓮沼ウォーターガーデン (2023年8月10日、2023年8月17日、蓮沼ウォーターガーデン　プールステージ)
- Oshi Fes in IKEBUKURO (2023年8月20日、池袋西口公園野外劇場)
- アリオ橋本 UNiFY スペシャルステージ (2023年8月28日、アリオ橋本)
- よみうりランド UNiFY スペシャルステージ (2023年8月30日、2023年8月31日、よみうりランド 太陽の広場)
- MAG FES in 渋谷～Summer Party 2023 Part 2～ (2023年9月17日、渋谷ストリームホール)
- 第14回　九州観光・物産フェア in 代々木2023（2024年10月7日、代々木公園イベント広場）
- UNiFYファンミーティングVol.3 (2023年10月9日、横浜市旭公会堂)
- ユニハロ2023 inアリオ川口（2023年10月31日、アリオ川口）
- UNiFYファンミーティングVol.4（2023年11月13日、北沢タウンホール）
- ユニトラフェスVol.1（2023年11月26日、原宿ベルエポック大ホール）
- GAKUSEI RUNWAY 2023（2023年12月10日、なんばHatch）
- ゆにうぃん！UNiFYファンミーティングVol.5（2023年12月14日、池袋harevutai）
- 東京ドイツ村スペシャルイベント (2023年12月17日、東京ドイツ村)
- ゆにうぃん！ クリスマススペシャルイベント (2023年12月23日、品川インターシティホール)
- アリオ橋本ゆにうぃんナイト！(2023年12月24日、アリオ橋本)
- UNiFY 新年カラオケ大会！(2024年1月6日、新宿区角筈区民ホール)
- SDGs推進 TGC しずおか 2024 by TOKYO GIRLS COLLECTION (2024年1月13日、 ツインメッセ静岡 北館大展示場)
- JAPAN EXPO THAILAND 2024(2024年2月2日-4日、centralwOrld,Bangkok)
- UNiFY ファンミーティングvol.6(2024年2月16日、SHIBUYA PLEASURE PLEASURE)
- UNiFY ファンミーティングvol.7(2024年3月14日、池袋harevutai)
- UNiFY 1st ワンマン『Super UNiSON』(2024年4月14日、渋谷ストリームホール)
- Red Bull×FANJtwice『MEGA FLASH ~MEN's EDITION~』supported by Red Bull(2024年4月16日、アメリカ村FANJtwice)
- トーキョークライマックス×TALKIN NEO Vol.1（2024年5月6日、渋谷ストリームホール）
- 1st UNiFY 株主総会『U＋u』（2024年6月28日、神田スクエアホール）
- BUFFES men's Vol.1（2024年7月2日、きゅりあん 品川区総合区民会館）
- 1st UNiFY 株主総会『U＋u』 アフタートークイベント（2024年7月20日、グレースバリブラン 秋葉原 8F）
- UNiFYスペシャルステージ2024（2024年7月21日、よみうりランド 波のプールステージ）
- Visvilaa presents 〜Powerd by TV Live Rec〜（2024年7月27日、新宿LUMINE 0）
- 出張UNiFY！ 夏の日本どさ回りツアー（2024年　7月28日-横浜ベイホール, 8月4日-HEAVEN'S ROCK UTSUNOMIYA, 8月10日-高崎Club JAMMERS, 8月17日- LIVE ROXY SHIZUOKA,  8月23日-HEAVEN'S ROCK SAITAMA SHINTOSHIN, 8月31日-横浜ベイホール, 9月8日-柏PALOOZA, 9月14日-大阪YES THEATER, 9月23日-福岡DRUM LOGOS, 10月27日-横浜ベイホール）
- お台場冒険王（2024年8月18日、1F フジテレビ広場）
- 『SHAKES2024』Blu-rayお渡し会　ミニライブ＋トークショー&ハイタッチ会（2024年9月1日、アリオ橋本）
- マイナビ TGC 2024 A/W（2024年9月7日、さいたまスーパーアリーナ）
- どさ回りツアー大特典会 大阪＆福岡（2024年　9月13日-アリオ八尾 光町スクエア・ヴィレッジヴァンガードなんばパークス店内イベントスペース, 9月23日-LIVE HOUSE DRUM LOGOS）
- STARRZ TOKYO DAY2（2024年9月26日、きゅりあん 品川区総合区民会館）
- 九州観光・物産フェア2024 in 代々木『HERO GATE』（2024年10月12日、代々木公園野外音楽堂）
- 北関東ラーメンフェスタ in つくば2024（2024年10月13日、つくば市中央公園）
- 名古屋二十歳コレクション2024（2024年10月14日、津島市文化会館 大ホール）
- 定期公演『"自分たち"らしく！』 vol.1-6（2024年9月25日, 10月10日, 10月24日, 11月14日, 11月28日, 12月12日、渋谷S Night Club）
- 『歌と踊りの祭典』in亀有リリオパーク（2024年11月3日、葛飾区立亀有リリオパーク）
- SWISH 2024 autumn SHIBUYA day1（2024年11月10日、渋谷CLUB asia）
- BOYS FILE FESTIVAL 2024（2024年11月11日、Zepp Shinjuku）
- MASH PARK PROJECT 2024 （2024年11月16日、マッシュホールディングス 1F / 2F / 3F）
- あいじゃんFUJI-Qfes!!（2024年11月17日、富士急ハイランドセントラルパーク）
- ゆにうぃん！2024 inアリオ橋本（2024年12月14日、アリオ橋本）
- ゆにうぃん2024 UNiFY Christmas LIVE！（2024年12月20日、川崎CLUB CITTA'）
- Z-vibe@日比谷野外音楽堂（2024年12月21日、日比谷野外音楽堂）
- ゆにうぃん2024 アフタートーク ＆ 年末uu大感謝大特典会！！（2024年12月26日、渋谷S Night Club）
- UNiFY 冬のスペシャルLIVE＆点灯式（2024年12月27日、東京ドイツ村）
- UNiFYワンマンライブ『THE FiRST PENGUiN』（2025年1月17日、豊洲PIT）
- 冬祭！地酒＆地肴 in 代々木『HERO GATE』（2025年1月25日、代々木公園野外音楽堂）
- UNiFY バレンタインスペシャルライブ！&バレンタイン大特典会（2025年2月14日、浅草花劇場）
- ザテレビジョンPresents "NEW VISION!"（2025年2月22日、ところざわサクラタウン ジャパンパビリオンホールA）
- Get Ready With U（2025年2月25日、unravel tokyo）
- UNiFY ホワイトデースペシャルLIVE！& ホワイトデー大特典会（2025年3月14日、浅草花劇場）

### ラジオ
- FAIR NEXT INNOVATION ICONIC MOMENTS (2023年7月-2023年9月 第4週目金曜、ZIP-FM）
- UNiFYのユニラジ( 2024年1月5日- 毎週金曜日24:00〜24:30、FM-FUJI)

### 舞台
- 30-DELUX collaborate with UNiFY『SHAKES2024～それは夢、だが人生という永劫の物語』 (2024年5月15日-6月9日(東名阪、全18公演))

## 作品

### 書籍
- UNiFY　-1st Photo Booklet- (2023年7月13日発売)